# دان غلاس
دان غلاس (بالإنجليزية: Dan Glass)‏ هو لاعب كرة قاعدة أمريكي، ولد في 1959.